# مارغريت بريان ديفيس
مارغريت بريان ديفيس (بالإنجليزية: Margaret Bryan Davis)‏ هي عالمة الأرض ‏ أمريكية، ولدت في 23 أكتوبر 1931 في بوسطن في الولايات المتحدة.

## وصلات خارجية
- مارغريت بريان ديفيس على موقع الموسوعة البريطانية (الإنجليزية)